# Mauricio Montero
Mauricio Antonio Montero Chinchilla (Grecia, 1963. október 19. – ) Costa Rica-i válogatott labdarúgó és edző. 

## Pályafutása

### Klubcsapatban
1981 és 1987 között a Ramonense játékosa volt. 1987 és 1998 között az Alajuelense csapatában játszott, melynek tagjaként négy bajnoki címet (1991, 1992, 1996, 1997) szerzett.  

### A válogatottban
1985 és 1996 között 56 alkalommal szerepelt az Costa Rica-i válogatottban és 3 gólt szerzett. Részt vett az 1990-es világbajnokságon, ahol a Skócia, a Brazília, és a Svédország elleni csoportmérkőzésen, illetve a Csehszlovákia elleni nyolcaddöntőben is kezdőként lépett pályára. Tagja volt az Copa Américán szereplő válogatott keretének is.

### Edzőként
2001-ben a Belén együttesénél kezdte az edzősködést. 2003 és 2004 között a Municipal Greciát edzette. 2004 és 2005 között az Alajuelense csapatánál dolgozott segédedzőként. 2005 és 2007 között a Municipal Greciát irányította. 2007-ben a Carmelita együtteséhez került, ahol egy évet töltött. 2010 és 2013 között az Alajuelense segédedzője volt.

## Sikerei, díjai
LD Alajuelense
- Costa Rica-i bajnok (4): 1990–91, 1991–92, 1995–96, 1996–97
- UNCAF-klubcsapatok kupája győztes (1): 1996